# مورنینگساید هایتس (منهتن)
مورنینگساید هایتس (به انگلیسی: Morningside Heights) یک منطقهٔ مسکونی در نیویورک سیتی است که در منهتن واقع شده‌است. مورنینگساید هایتس ۳۱٬۸۸۴ نفر جمعیت دارد.